# Brodiaea californica
Brodiaea californica là một loài thực vật có hoa trong họ Măng tây. Loài này được Lindl. ex Lem. mô tả khoa học đầu tiên năm 1849.

## Hình ảnh

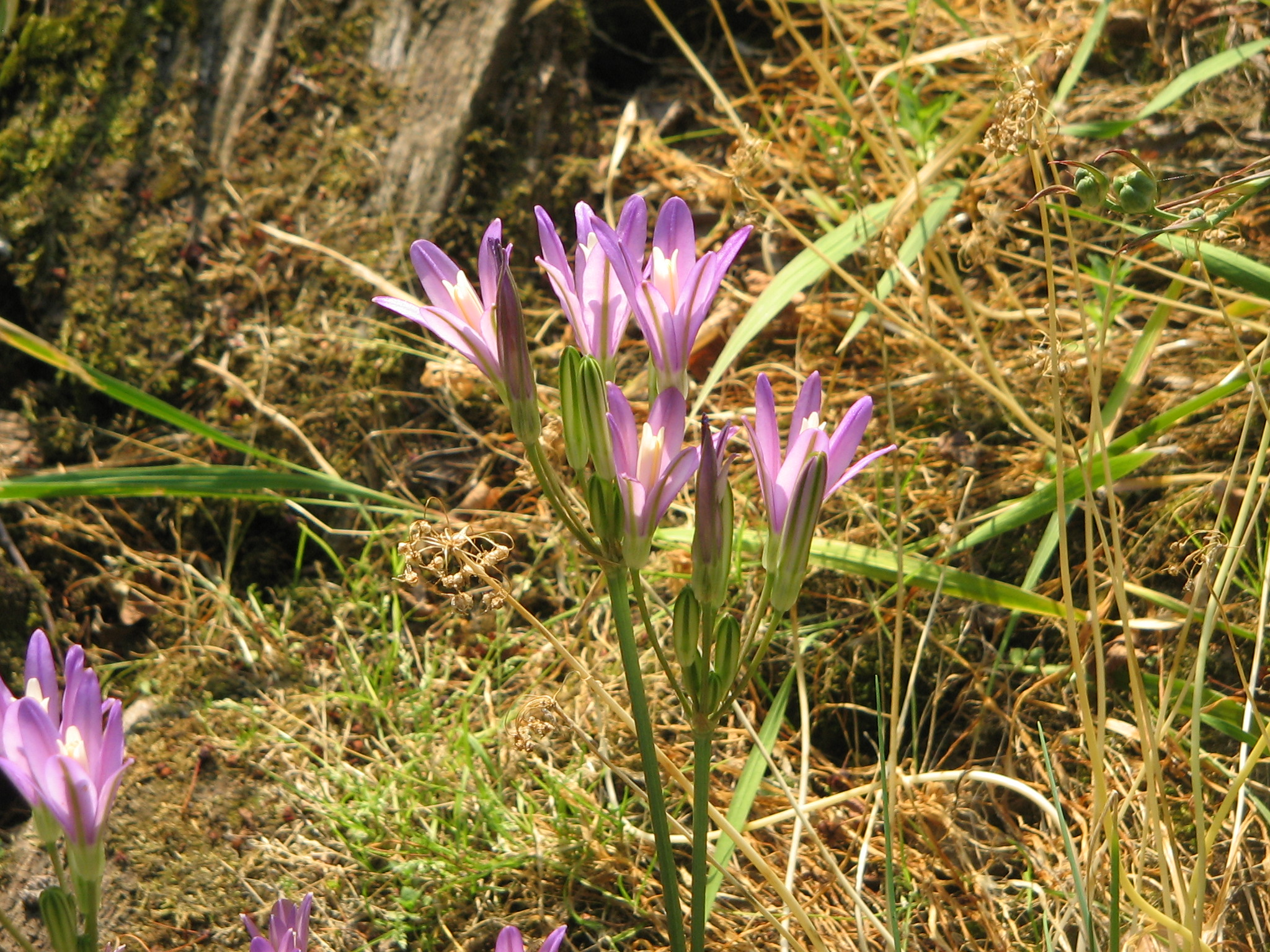
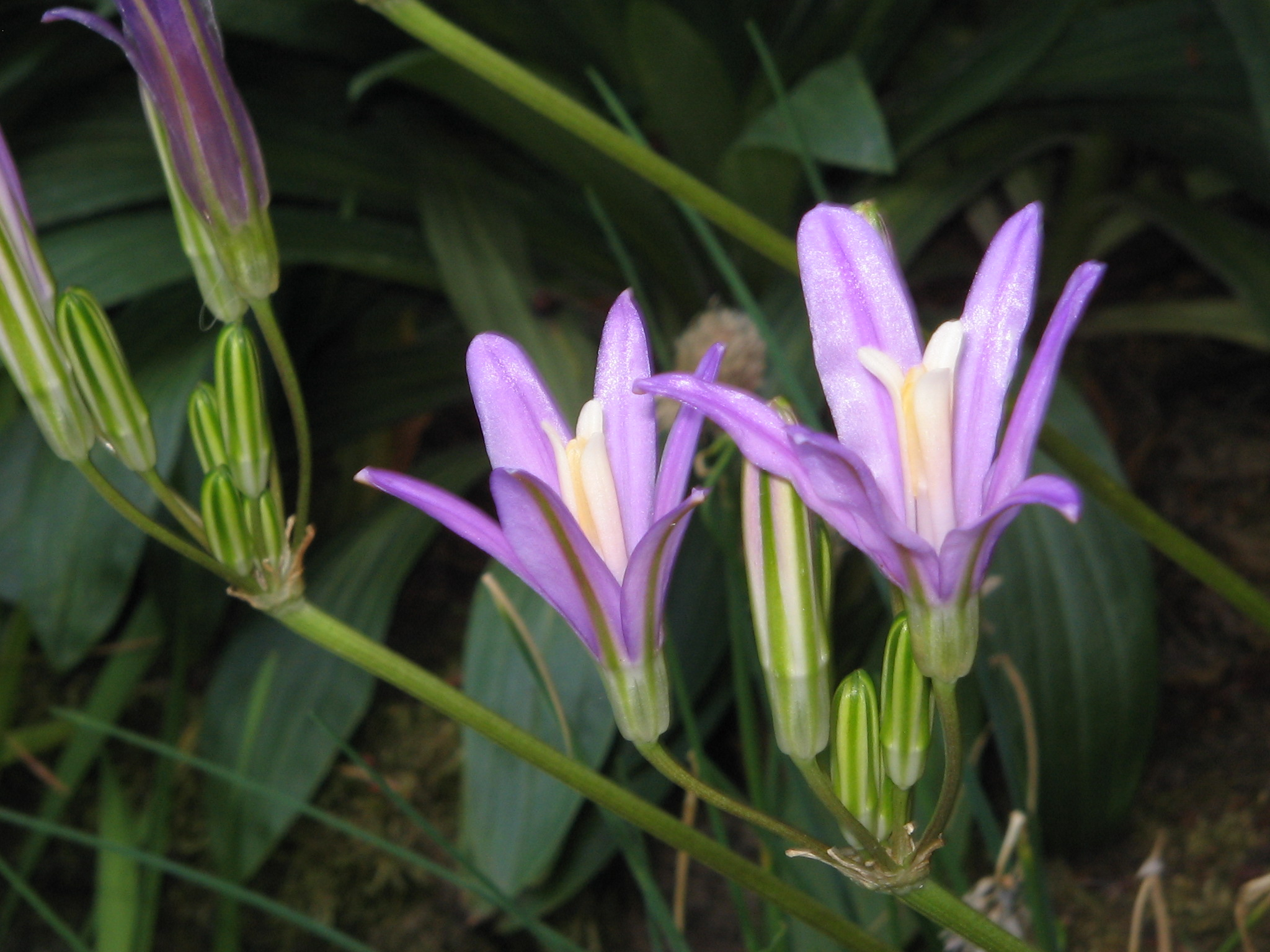
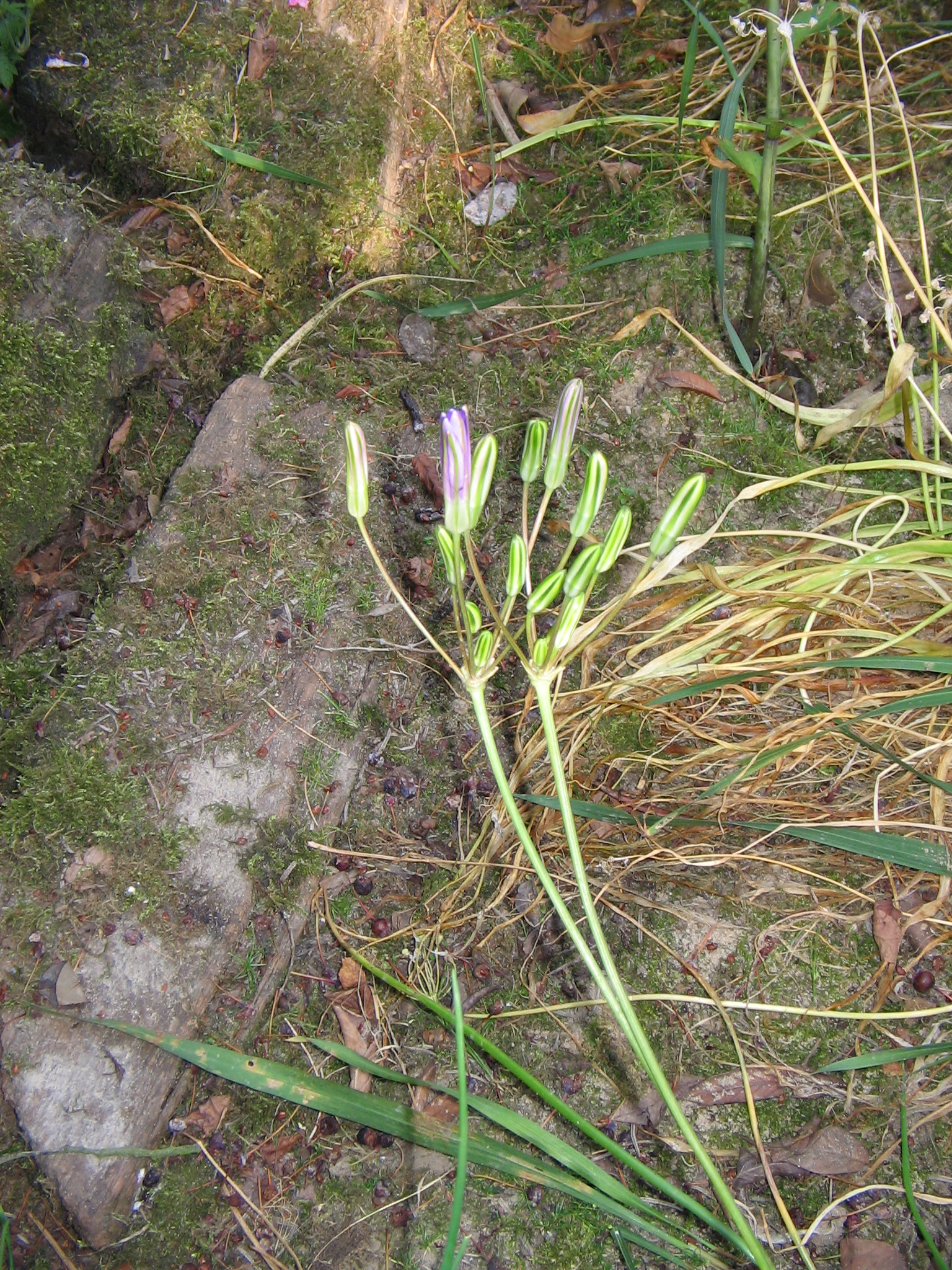
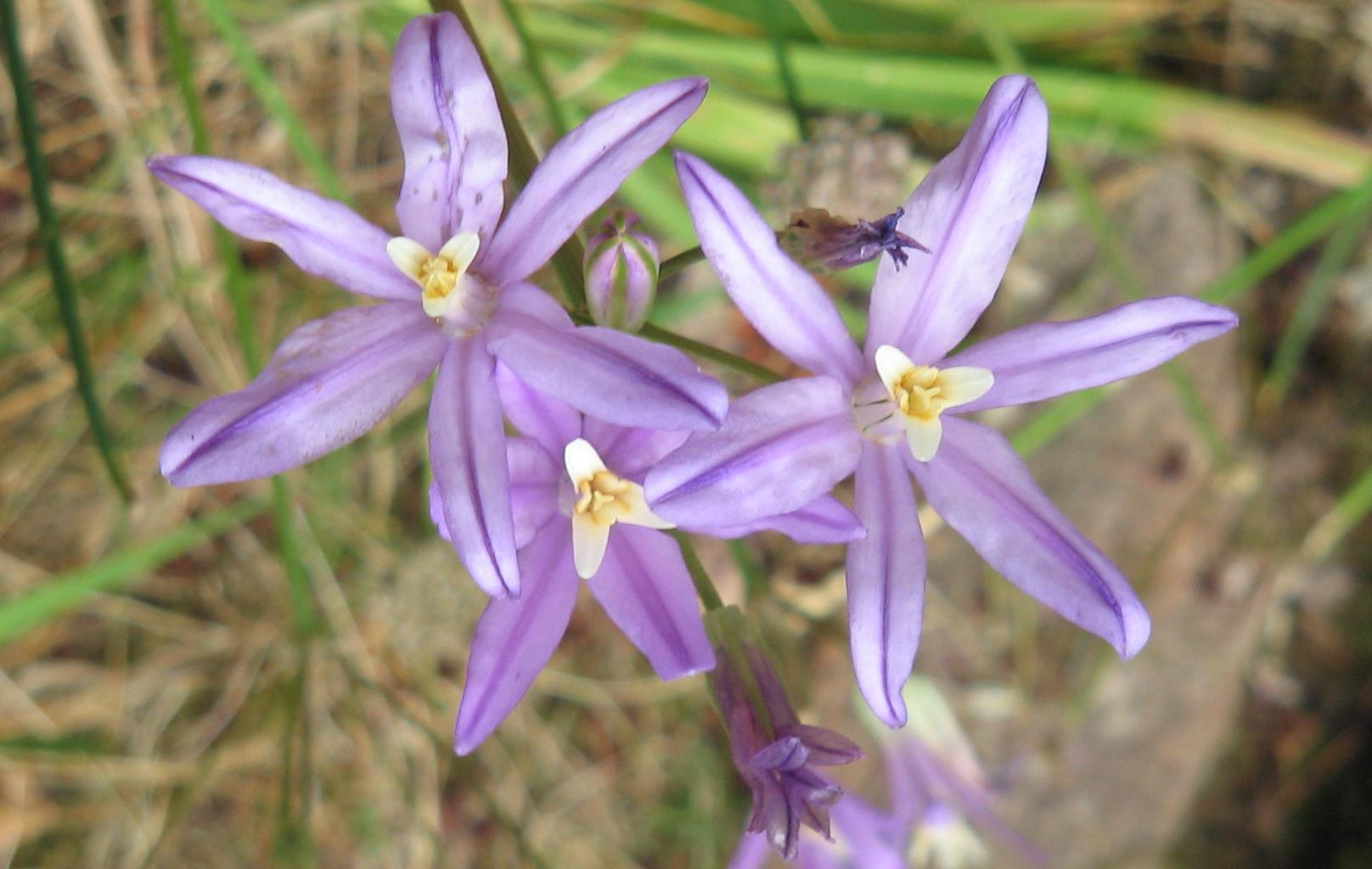